# Música en Honduras
La música en Honduras es un arte que forma parte de la cultura de la república, con artistas que han sobresalido tanto a nivel nacional como internacional.

## SigloXXy contemporáneo
A partir de este siglo es creada en el mundo diferente tipo de música, la república de Honduras no es la excepción, y a mediados del presente siglo y gracias a la inmigración, la sociedad conoce diferente música, entre ellas el sinfónico, el jazz, el rock, música de vanguardia, etc.

## Música clásica
La música clásica en la república de Honduras fue introducida en el siglo XIX, misma que ha sido reproducida por importantes compositores, intérpretes y directores hondureños.[cita requerida]

## Himnos
En Honduras existen muchos himnos que forman parte de la educación básica de primaria como parte del plan de estudios cívico. Aparte del himno nacional de Honduras, también existen otros himnos como el Himno a Colón, Himno a la Madre, Himno al Maestro o el Himno al Pino.

## Educación musical
La Educación Musical es una materia obligatoria dentro del Sistema Educativo de Honduras impartida por maestros con licenciatura otorgada por la Universidad Pedagógica Nacional Francisco Morazán, de la Universidad Nacional Autónoma de Honduras y de otros centros de educación musical.

### Grados de música universitaria
La Universidad Nacional Autónoma de Honduras ofrece:
- Licenciatura en Música

La Universidad Pedagógica Nacional Francisco Morazán ofrece:
- Licenciatura en Artes; concentración en Música.

La Escuela Metropolitana de Música
La Escuela Metropolitana de Música es una institución de educación musical cuya misión es formar jóvenes músicos hondureños que sobresalgan en el aspecto musical. Está ubicada en la ciudad de San Pedro Sula y su fundador es el maestro Walterio Galdámez, graduado del Boston Music Conservatory.  
Conservatorio Nacional de Música Francisco Díaz Zelaya
El Conservatorio Nacional de Música Francisco Ramón Díaz Zelaya es una institución de educación media especializado en formar jóvenes músicos instrumentistas que puedan formar parte de los distintos grupos musicales e instituciones de enseñanza musical en Honduras.
El Conservatorio Nacional de Música F.R.D.Z. es una dependencia de la Secretaría de Cultura Artes y Deportes de Honduras a través de la Dirección de Educación y Formación Artística a cargo de la licenciada Danubia del Rosario Sosa.
El Conservatorio Nacional de Música F.R.D.Z., fue fundado en octubre de 1936 por el músico y maestro Francisco Ramón Díaz Zelaya, originario del municipio de Ojojona, en el departamento de Francisco Morazán. Previamente el instituto funcionó como "Escuela de Artes Musicales", cuyo fin era formar músicos para la "Banda de los Supremos Poderes" de la que fue fundador y director el maestro Díaz Zelaya. El local que albergó a la institución estaba ubicado en los bajos del Estadio Nacional Tiburcio Carias Andino, luego pasó a ocupar el local de la Escuela República de México en La Isla, y allí funcionó junto a la Banda de Los Supremos Poderes, como edificio propio hasta el 31 de octubre de 1998, local que fue destruido por el huracán Mitch, perdiéndose todo el material, mobiliario e instrumentos musicales.
En el Conservatorio Nacional de Música Francisco Ramón Díaz Zelaya existen grupos musicales como la Banda Sinfónica Juvenil, la orquesta Sinfónica Juvenil, y grupos de cámara de viento, cuerda y percusión. El personal docente está conformado en su mayoría por egresados del Conservatorio en las diferentes especialidades y por profesores de área general. Actualmente el Conservatorio tiene dos planes de estudios: uno de Ciclo Básico Musical y Bachillerato en Música. Ambos son de tres años de duración y también tiene un plan de cursos libres que se imparte los sábados; los interesados pueden ingresar a partir de los 7 años de edad.

### Escuela Nacional de Música
Es una escuela encargada de formar personas en el arte de la música

### Academia Filarmónica Orquestal (AFO/AFCH)
Es el brazo o segmento de la Asociación Filarmónica Coral de Honduras, que se encarga de capacitar de forma continua a los miembros de la Orquesta Filarmónica Nacional de Honduras y a los alumnos de este programa, así como de las orquestas juveniles a su cargo. 

### Conservatorio Superior de Música FILARMONÍA
Fundado en el año 1998 por el maestro Jorge Gustavo Mejia, quien junto con el empresario Antonio Hásbun, se dispone a fundar una escuela de música que pueda suplir formación NO FORMAL en todos los niveles, hasta el nivel superior, en las carreras de composición y dirección coral y orquestal. Además brinda educación a niños, jóvenes y adultos que desean una oportunidad de aprender los rudimentos y la especialización en la práctica musical en cualquier instrumento. La educación se complementa con el coro y la orquesta juvenil o los ensambles de las clases. Está ubicado en Tegucigalpa. 

### Escuela de Música Victoriano López
La Escuela de Música Victoriano López cuenta con estudios profesionales de música, siendo su especialidad las cuerdas: muchos de sus egresados han seguido estudios de especialización en Europa y EE. UU., demostrando su calidad educativa. Está ubicada en la ciudad de San Pedro Sula, Cortés, de la que egresan bachilleres en Música.

## Músicos de Honduras
Honduras cuenta con diversos compositores, intérpretes y directores profesionales, algunos de ellos son los siguientes:

### Compositores hondureños
Siendo Honduras un país con poca tradición y formación académica en el campo de la composición, podemos encontrar a pesar de ello, una serie de compositores en los diversos géneros de la composición que se han formado ya sea en el exterior en universidades de prestigio u otros de forma autodidacta. En muchos de los caso se suele encontrar entre ellos, el "crossover" o cruce y mezcla en sus diferentes campos o estilos. Entre los compositores de MÚSICA ACADÉMICA CLÁSICA del siglo XX, podemos mencionar a: Francisco Díaz Zelaya, Humberto Cano, (ingeniero) Roberto Domínguez Agurcia, Manuel Adalid y Gamero, Toribio Bustillo Díaz, Rafael Coello Ramos,  SIGLO XX/XXI: Norma Erazo, Jorge Gustavo Mejía, Anthony Campbell,  Javier Reyes,  Jorge Santos, Marlon Herrera, Walterio Galdámez, Sergio Suazo; SIGLO XXI: Nestore Zavattori, Daniel Gómez Lemus, Bryan Reyes, Lilian de Heyer,  Roger García, Franklin Fajardo. En el género de CANTAAUTORES, MÚSICA POPULAR Y JAZZ encontramos a: Guillermo Anderson, Javier Monthiel, Pavel Núñez, Luis Enrique Godoy Pagoaga, Julio Zelaya, Germán Betuel, Gerson Hernández,  Mario Rolando López.

### Intérpretes hondureños
Entre los intérpretes de música clásica, se encuentran los siguientes representantes:
- Soprano: Isabel Salgado, Ernestina Teruel, Angélica Maddoz K.
- Mezzosoprano: Diana Santos, Melina Pineda.
- Barítono: Carlos Licona, Lester Mendoza y Lester Josué Jerezano C.
- Tenor: Juan José Micheletti, Carlos Romero, Elder Sánchez y Carlos Marbe.
- Corno: Héctor Javier Rodríguez, Fredy Ubeda.
- Violín: Humberto Cano, Fernando Raudales, Nadya Canahuati, Jorge Luis Banegas, Franklin Rodríguez Torres, Luis Daniel Valeriano, Juan Omar García, Rebeca Argüelles, Raúl Munguía, Jackson Guillén, Jorge Ávila, Mario Velásquez, María Mejía, Tómas Fajardo, Everaldo Martínez, Pascual García, Ángel Ríos, Kevin Henríquez, Roberto Domínguez Agurcia, Carlos Arturo Espinal, Nelly Guevara, Carlo Roberto Romero, Francisco Peña, Jorge Alejandro Huezo, Ileana Montoya, Luis Alfaro, Carlos Zúñiga, Jorge Ávila, Manuel Tábora, Joel Martínez, Juan Carlos Flores, Giosué Mejía, Héctor David Aguilar, Juan Manuel Rodríguez, Mario Zelaya. Allan Mejía, Kathia Rivera, Nohemi Ramírez, Rubén Munguía, Rodolfo Torres, Sergio David Rodríguez, Ruth García, Pablo Díaz, Astrid Ríos, Astrid Velásquez.
- Viola: Fernando Lanza, Jorge Peña, Mario Torres, Gina Ocampo, Bismarck Martínez, Melbin Saravia, Salomón Torres, Julio López, Mario Rivera, Héctor López.
- Violonchelo: Cheyene Domínguez, Shirley Pineda, Keila Henríquez, Illamani Dubon, Ludwig Alvarado, Carlos Coca, Sarah López, Carlos Bardales, Shirley Paz, Esther Valladares, Marco Tulio Álvarez Izcoa.
- Contrabajo: Ernesto Rodríguez, Jonathan Bonilla, Gérson Flores, Alfonso Ramos, Mérlín Girón, Josué Ramírez, Danis Castillo, Ricardo Ventura, Ethel Chavarría, Moíses Chirinos, Nélson Molina, Sol Salgado, Daniel Viera, Ricardo Cerrato, José Hernández, Juan Carlos Peña, Marcos Altamirano, Alexander Lagos.
- Oboe: Fernando Martínez, Marlon Guevara, Roberto Varela, Euridice Álvarez.
- Flauta Traversa: Laura Sierra, Jessie Godoy, Cindy Valladares, Lauren López, José Mario Portillo.
- Guitarra: José Barrientos, Eduardo Acosta, Allan Lorenzana, Luis Fernando Bonilla, Kimberlyn Maradiaga, Ever Castellanos, Jorge Benavides, Fausto Varela, Miguel Enamorado, Dany Morales, Kevin Mejia, Jorge Elvir, Rafael Umanzor, Donaldo Umanzor, Luis Enrique Godoy Figueroa, Omar Madrid, Julio César Santos, André Cerrato, Luis Enrique Godoy Pagoaga, Josué Castro, Orlyn Andino etc.
- Piano: Sergio Suazo, Hernán Teruel, Norma Erazo, Óscar Rossignoli, Joel Martínez Lorenzana, Karla Andino, Ever Zavala, Rigoberto Manzanares, Gracia María Velásquez, Néstor Zavattory, Joel Oviedo, Gloria Lupita Zúñiga, Luis Solís, Alan Martínez, Egar Figueroa, Edwin Cardona, Alexander Davila, Jorge Medina, Jorge Gustavo Mejía, Luis Jesús Mejía Cruz, José Antonio Velásquez.
- Clarinete: Ángel Ardon, Ángel Daniel García, Ángel Martínez, Ángel Castillo, Josué Castillo, Franklin Fajardo, Any Matamoros, Josue Oviedo, Gabriel Carías, Jairo Lópe, Angie Licona
- Fagot : Oscar Meza , Pietrick, Carlos Gerardo Godoy,Nathan Alvarez ,Helmuth Raudales, Darling Amador, Danis Roberto, Aldo Castro.
- Saxofón: Héctor Soto, Ariel Lagos, Abraham Hernández, Alan Flores, Kevin Cerrato, Iris Rodríguez, Juan Sierra y Evenor Valladares.
- trompeta: Irene Montes, José Godoy, Darwin Sánchez, Brian Pagoaga
- Trombón: Jorge Montoya, Lopsan Reyes, Graham Lozano, Carlos Carrasco, Osmarus Aguilar.

### Directores de orquesta hondureños[1]
Entre los directores de orquesta o de coros de música clásica, se puede mencionar en el siglo XX, a los maestros Manuel de Adalid y Gamero, Carlos Hartling, Héctor C. Gálvez, José Ramón Galo Lagos, En la actualidad (siglo XX/XXI), Leonel López, Jorge Gustavo Mejía, Gerson Hernández, Luis Valeriano, Néstor Jaenz, Juan Carlos Peña, Jorge Montoya, Daniel Gómez Lemus y los directores de coros: Rigoberto Martínez y Juan José Micheletti.
La música clásica suele representarse en los diversos Teatros y Casas de la Cultura del país, uno de los más utilizado e insigne para eventos especiales es el Teatro Nacional Manuel Bonilla localizado en la ciudad capital Tegucigalpa, M.D.C. El teatro ha brindado los conciertos de música clásica completos de diferentes compositores e interpretado por orquestas sinfónicas, sopranos, tenores internacionales.

### Agrupaciones orquestales[2]
- Orquesta Sinfónica de Tegucigalpa.
- Orquesta Filarmónica de Honduras (OFH)
- Orquesta de Cámara de la Universidad Autónoma de Honduras
- Orquesta de Cámara de San Pedro Sula
- Orquesta de Cámara de la Universidad Tecnológica Centroamericana
- Coro de Cámara de la Universidad Tecnológica Centroamericana
- Coro Filarmónico de Honduras
- Quinteto de cuerdas Opera.

La Música para Cine en Honduras
La producción de música para cine en Honduras de forma académica se ha aplicado en al menos tres películas:
Almas de la Media Noche de Juan Carlos Fanconi donde la música fue compuesta por Jorge G. Mejía, al igual que en la película Anita la Cazadora de Insectos de Hispano Durón.
Morazán, primera película hondureña en participar en los Premios Óscar para competir como mejor película extranjera, fue dirigida por Hispano Durón y la música fue compuesta por Moisés Sánchez. en 2023 Honduras obtiene el primer reconocimiento a su  música escrita para cine obteniendo el premio a mejor Banda Sonora Original en los "New York Cinematography Awards 2023" por la música escrita por Daniel Gómez Lemus para el cortometraje "Lujan".

## Música hondureña por género
A lo largo de la historia han surgido diversos géneros musicales, algunos de ellos son los siguientes

### Jazz
El jazz entró en el país en el siglo XIX debido a la inmigración de sureños estadounidenses, que encontraron en la costa norte hondureña un lugar donde residir en paz, entre sus influencias defensores y representantes están: Camilo Corea y Alta Mar, Julio Zelaya, el doctor Gilberto Zelaya, Roger García, Carlos Roberto Umaña San Martín (dipardi) y Germán Betuel con Satuyé.
Entre otros expositores del jazz en la zona norte hondureña están: Ángel Ríos,Edwin Cardona y Egar Figueroa; fusión de música garífuna y folclórica con el Jazz. También podemos ver el buen trabajo que está realizando actualmente los grupos: "Jazz Trío HN", "Jazz Nova", "Hibriduz Jazz", "SP Jazz Band", "Satuye", "Guayo Jazz Project", "Tríptico Jazz", y "Ensamble" de Jorge Santos, entre otros grupos que están emergiendo.

### Rock
El Rock and Roll nació en el siglo XX en los suburbios ingleses y norteamericanos, a mediados del mismo siglo ya proliferaban las bandas como dúos, tríos, cuartetos, quintetos, etc. de exclusivo Rock con instrumentos puramente eléctricos, guitarras, órganos, etc. tal es el caso de The Beatles, Rolling Stones, The Doors, The Carpenters, entre otros muchos, que fueron figuras iconográficas de las nuevas bandas, ya el Rock no es bailable como el Rock and Roll, sino que se transforma en música de expresión y manifestación, agregándose otros aspectos culturales dependientes de la zona geográfica, como lo fueron los Punk, los Góticos, los Blackmetaleros; es así que aparecen en la década de los ochenta grupos roqueros como Heavy Metal, Trash Metal, Black Metal, entre otros nuevos sinónimos colectivos.
En Honduras desde la década de los años 80's han surgido muchos grupos de Rock que fueron iconos en un pasado aún cercano, como los Speed y los Hornets, Los Robins de la Ceiba, además de los grupos capitalinos, Orins, Requiem y Le Fu y algunos de ellos que aún siguen, como ejemplos tenemos a "Diablos Negros" ahora ADN, con más de 30 años de tradición musical en Honduras  "Delirium Tremens", "Rhema Gospel Rock" (banda hondureña). Estos grupos sirvieron como catapulta a nuevas bandas, que a lo largo de los años, han venido creciendo en popularidad como Tropa de Baco, El Sol Caracol, Sueño Digviana, Sol d'Arena, entre muchos otros. Así mismo existe la escena del rock duro (o Hard Rock) con bandas como: "Agonía", "Nosferatu", "Krisis", "Necrofilia", "Hefesio", "Blasfemia", "Trauma", "R4", "Albatros", "Delirum", "Engendro" en la ciudad de San Pedro Sula, "Turiel", "Vendetta", "Argos"; "Profeucía", "Cabaret", "Xendra", "Atlanttis Symphony", "Main Tower", "Legión" de la ciudad de Siguatepeque; y muchas otras de otros sitios del país.
En los últimos años se tiene un auge en el sector del rock alternativo del cual nacen diversas bandas con excelentes proposiciones musicales. En esta área encontramos bandas muy conocidas como Gravedad Cero, Anima, Fylo, Osmosis, Union Rock, Volumen Axis, Libélula, Alterna, Los Chikys, Revólver, Dantos, Diego Navas & la Utopía, Natural y Toke de Keda, entre otras. Muchas de estas bandas se presentan cada fin de semana en diferentes bares de las ciudades como San Pedro Sula y Tegucigalpa, otras se dedican a trabajar con su propia música.
Una propuesta que alcanzó un alto nivel de popularidad durante los últimos años es "Café Guancasco"; sus continuas apariciones en escenarios públicos e internacionales los hizo valerse del apodo "La banda de la Resistencia". Ha compartido escenario con grandes exponentes de la música latinoamericana como Cultura Profética, Aterciopelados, Inti-Illimani, Servando y Florentino, y Vicente Feliú, entre otros.
Dentro del género de la música rock también se encuentra el subgénero de "Metal Cristiano" sugerido por influencia de cantantes que han dedicado su arte y voz a la religiosidad, entre las primeras bandas hondureñas de este ámbito están: Soter, formada en el año 1996, seguida por bandas como Mefiboseth, "Tsidkenu y Antivirus.

### Música académica de vanguardia y fusión
La composición académica aún no es parte de la educación formal en las universidades o escuelas. No obstante desde finales del siglo XX, surgen algunos exponentes de la música de este género, que han sido personas que estudiaron fuera del país y han complementado su formación con investigaciones y prácticas en el país. Tal es el caso de la profesora Norma Erazo que realizó sus estudios en Canadá, Walterio Galdámez que se especializó en los EE. UU., al igual que Sergio Suazo. Destaca el maestro Jorge Gustavo Mejía que estudió y trabajó más de 16 años en Alemania recibiendo varios premios internacionales de composición con música de vanguardia pero también con un toque indigenista, el maestro Leonel López, además de ser un arreglista excepcional, entre otros.

### Marimba
La marimba es un instrumento tradicional por excelencia, con ella se acompañan las canciones de connotación folklórica hondureña y que son interpretadas por el "Cuadro de Danza Folclórica de Honduras". Entre los grupos de marimba se encuentran, la famosa Marimba Usula de la ciudad de San Pedro Sula, la marimba Alma de Honduras, también la "Marimba Patepluma" de Santa Bárbara, la "Marimba del Banco de Ocidente", entre otras, el mismo cantautor Moisés Canelo grabó un disco acompañado con los sonidos de este instrumento.

### Bunda o Banguidi
Con el arribo de la etnia africana a las Américas, arribo también su religión, cultura, música y tradición, en la costa norte de Honduras, los garífunas representan esta emblemático parentesco sociocultural con sus descendientes, de allí nació un subgénero mal llamado "Punta" su nombre correcto es "Bunda" o "Banguidi", el cual es una interpretación musical de tambores, caracol, caparazón de tortuga, con baile y canto. Es en esencia una danza espiritual, que representa la fertilidad femenina, la capacidad humana de reproducción de la manera más natural, lastimosamente el comercio ha convertido esta danza en un ritual obsceno, que nada tiene que ver con sus raíces ancestrales. El mestizaje comercial ha destruido el valor real y la esencia del "Banguidi".
Arraigados con sus costumbres y lengua, los garífunas comparten su lengua y poco de cultura con el resto del mundo con el conocido internacionalmente "Cuadro de Danza Garífuna".
En la década de los noventa el grupo musical Banda Blanca tomo parte de esta cultura, letra y música uniéndolo al pop, de allí nació el famoso tema musical Sopa de caracol.

### Fusión
Es un género musical que fusiona (como la palabra literal) el ritmo pop, con los sonidos de instrumentos autóctonos hondureños, como ser: la caparazón de tortuga, el tambor, la marimba, el caracol, la flauta, el pitillo, entre otros.
Uno de los máximos exponentes de este género es el cantautor Guillermo Anderson, nacido en la ciudad puerto de La Ceiba, donde funda el grupo con sonidos contemporáneos. Sus actuaciones se enriquecen con la mezcla de ritmos tradicionales de la etnia garífuna como la "Parranda" y la "Punta" con ritmos más conocidos de Caribe. Los conciertos de este cantautor, tanto a voz y guitarra como junto a sus talentosos músicos, celebran el amor, la naturaleza y la vida en esta parte del mundo. Su trayectoria y papel en el panorama cultural de Honduras le ha ganado el ser nombrado Embajador Cultural de su país ante el mundo. Otros dos destacados cantantes de este género son Javier Monthiel y Moisés Canelo.

### Música folclórica
Honduras cuenta con una gran diversidad de música folclórica, su mayor exponente es el etnomusicologo Jesús Muñóz Tábora.

### Música Cristiana
Honduras también está produciendo música cristiana, que está teniendo bastante aceptación por tener ese sabor de tierra adentro, dentro de los cuales destacan los grupos con su música inédita:
Adoradores MAAM Ministerio Apostólico Avance Misionero
- Renato Sánchez
- Los Heraldos del Rey
- Alfa y Omega
- Navegantes de Cristo
- Grupo Emanuel
- Melquisedec Alvarenga
- Ada Romero
- Dayana Antunez
- Código Eterno

### Reguetón
Es un género musical bailable que tiene sus raíces en la música de América Latina y el Caribe. El reguetón se originó a partir de su predecesor el reggae en español. Después de este acontecimiento el reguetón se siguió manteniendo tal y como el reggae originario de Jamaica, con los mismos instrumentos y las mismas melodías de voz pero con diferentes letras. Mientras que en Puerto Rico se usaban beats de reggae sobre bases de rap pero con letras y composiciones diferentes. Honduras es uno de los países del continente con más apoyo a este género, teniendo en su mayoría artistas del mismo.
Artistas:
- Syrome
- Isabella Lovestory
- Mr. Chris
- Sammy LNR
- Josh DiBrasco
- JCP & Fresh
- Don Gun
- Cruzito
- El socio
- Rasta King
- Lish
- El kiviry
- El Travi
- Pery
- Da play
- Dashitai
- Lmb Da Monsta
- Allan V
- Yerbaklan

- Bullaka Family
- Chapa
- Otto & Nando
- El Socio
- Jesse Palencia (Little Baby)
- Álex Mairena
- Héctor Ramos
- John Nelson TMF
- Lake
- Domy El Beta
- Jay Funez
- Raggamofin Killas
- Zurdo La Zeta

Productores:
- DJ Roland
- Dashitai
- Dano Cube
- Salomon "El Tóxico"
- Nilo Espinal (Neptune)
- Jesse Palencia (Little Baby)
- Abeldidit
- Lil Bro
- Mario Palma
- Genio
- Gatiman
- Baby The Producer
- Héctor Padilla
- John Nelson TMF
- Boves y Godspel

Sellos Discográficos:
- Boombox Label by Warner Music
- MobCorp
- Palencia Records
- Boves Entertainment
- Empire
- Bel Music
- Bullaka Musik
- Palma Studios
- Loyal Family Corp

### Raspe (Dancehall)
Es un género de música popular jamaiquina que se originó hacia finales de los años 1970. Inicialmente, el dancehall era una versión del reggae llena de "espacio", a diferencia del estilo roots, dominante en la escena musical de la isla durante buena parte de la década de los setenta. Hacia mediados de los años 1980, la instrumentación digital se hizo dominante, cambiando el sonido considerablemente, caracterizándose el dancehall digital (o "ragga") por ritmos cada vez más rápidos. A mediados de los años 1990, con el ascenso de los artistas de dancehall ligados a BoboShanti como Sizzla y Capleton, se desarrolló una poderosa conexión entre el dancehall y la cultura Rastafari. Este género tiene auge en las zonas costeras y en la capital de la república, por lo cual el número de artistas de este género es considerable. Este género despegó en Honduras con el éxito de la canción "Socadita" de Eddy Ranks, cuyo tema, tuvo una gran aceptación y alcanzó una fama mundial llegando al millón de visitas en YouTube, siendo el video de raspe, el más visto de la web y el tercer video Hondureño más visto en YouTube. La segunda canción de raspe que llegó al millón de visitas en el mes de febrero de 2016 en el canal YouTube, fue la canción "Ninfómana" de Big Nango.
Artistas:
- Big Nango
- King Jeka
- Anthony B
- Lil Boy
- Dary
- Benzen
- Mr. Blond
- Gagoman
- Yankee 212
- Eddy Ranks
- Danger Boy
- King June
- Franoman
- Merek
- DRDD
- Limon Crew
- Janny Clotter
- Selecta Lightskin
- KBP
- Menor Menor
- New Element

Productores:
- DJ Roland
- Lil Bro
- Navy
- Baby The Producer
- Ángel Cano
- Romelito Productions
- Dj Ponchin

Sellos discográficos:
- In The House Records by Roland
- Loyal Family Corp
- Escudo Records
- RK Enterprises
- Golden Boyz Inc.
- Future Music
- Sugudu Boy Records
- No Le Le Records

### Música Electrónica
En Honduras, existe una emisora por Internet llamada Radio & Café cuya programación se basa en la música electrónica de los 80, pero uno de los exponentes de la música electrónica en Honduras es el dúo Most Dangerous City formado en 2018 siendo que su música era en su mayoría en inglés salvo el tema en español llamado Ya no importa lanzado como su segundo sencillo.

## Eventos
- Sábado de Música en el CCET
- Festival de Música Sinfónica Hondureña
- Festival de Percusión
- Temporada de Ópera (abril)
- Festival Internacional de Jazz
- Festival Internacional de Música Folclórica
- Festival Folclórico Nacional
- Festival Hondureño de Música Autóctona o Garífuna
- Festival de Bandas
- Festival de Música Inédita.